# Otoka (Krupa na Uni, BiH)
Otoka je naseljeno mjesto u općini Krupa na Uni, Republika Srpska, BiH.

## Povijest
Do potpisivanja Daytonskog mirovnog sporazuma bilo je dio istoimenog naseljenog mjesta u sastavu općine Bosanska Krupa koja je ušla u sastav Federacije BiH.

## Stanovništvo
Prema popisu iz 2013. godine bilo je bez stanovnika.